# Vojkova koča na Nanosu
Vojkova koča na Nanosu (1240m) je planinska postojanka pod vrhom Pleše (1262m) na visoki kraški planoti Nanos. Odprli so jo leta 1949 in se imenuje po narodnem heroju Janku Premrlu-Vojku (1920 -1943). Upravlja jo Planinsko društvo Postojna in je odprta od začetka junija do konca septembra od 17. ure od srede do nedelje zvečer, v drugih mesecih pa ob sobotah, nedeljah in praznikih. Ima dva gostinska prostora z 82 sedeži in s točilnim pultom. Prenočišče nudi v sobi s 4 posteljami in v dveh skupnih spalnicah z 48 ležišči.

## Dostopi
- iz Razdrtega po delno zavarovani poti (1.30h)
- iz Razdrtega mimo cerkvice Sv. Hieronima (2h)

## Ture
- na Suhi vrh (1313 m) 1.30h
- do Predjamskega gradu (503 m) po SPP 3h.